# The Basement Tapes
The Basement Tapes är ett studioalbum av Bob Dylan och The Band, utgivet den 26 juni 1975. De låtar på vilka Dylan medverkar spelades in i mitten av 1967, i en källare till ett hus som Dylan och The Band delade. De flesta av dessa låtar var sedan tidigare kända genom bootlegs, men detta var första gången de gavs ut officiellt. Åtta av låtarna på albumet spelades in av enbart The Band, vid olika tillfällen mellan 1967 och 1975. En av de kändaste låtarna som kom till under dessa inspelningar var "Quinn the Eskimo (The Mighty Quinn)", men denna gavs inte ut på albumet. En referens till låten finns dock på omslaget där en eskimå finns med. Flera av de övriga personerna på albumets omslag är referenser till låtar på albumet.
Albumet nådde som bäst en sjundeplats på Billboard 200 och åttonde plats på UK Albums Chart. Albumet tog sig även in bland de 20 bäst säljande på svenska Kvällstoppen. Skivan röstades fram som 1975 års bästa album i årets Pazz & Jop-omröstning i tidningen Village Voice. Det var ett av albumen magasinet Rolling Stone tog med i listan The 500 Greatest Albums of All Time.
2014 utgavs en komplett officiell utgåva av inspelningarna, The Bootleg Series Vol. 11: The Basement Tapes Complete.

## Låtförteckning
Låtarna skrivna av Bob Dylan, där inget annat namn anges.

### Skiva 1
- Sida 1:

1. "Odds and Ends" - 1:46
2. "Orange Juice Blues (Blues for Breakfast)" (Richard Manuel) - 3:37
3. "Million Dollar Bash" - 2:31
4. "Yazoo Street Scandal" (Robbie Robertson) - 3:27
5. "Goin' to Acapulco" - 5:26
6. "Katie's Been Gone" (Richard Manuel/Robbie Robertson) - 2:43

- Sida 2:

1. "Lo and Behold" - 2:45
2. "Bessie Smith" (Rick Danko/Robbie Robertson) - 4:17
3. "Clothesline Saga" - 2:56
4. "Apple Suckling Tree" - 2:48
5. "Please, Mrs. Henry" - 2:31
6. "Tears of Rage" (Bob Dylan/Richard Manuel) - 4:11

### Skiva 2
- Sida 3:

1. "Too Much of Nothing" - 3:01
2. "Yea Heavy and a Bottle of Bread" - 2:13
3. "Ain't No More Cane" (Traditional) - 3:56
4. "Crash on the Levee (Down in the Flood)" - 2:03
5. "Ruben Remus" (Richard Manuel/Robbie Robertson) - 3:13
6. "Tiny Montgomery" - 2:45

- Sida 4:

1. "You Ain't Goin' Nowhere" - 2:42
2. "Don't Ya Tell Henry" - 3:12
3. "Nothing Was Delivered" - 4:22
4. "Open the Door, Homer" - 2:49
5. "Long Distance Operator" - 3:38
6. "This Wheel's on Fire" (Rick Danko/Bob Dylan) - 3:49

## Listplaceringar
| Lista (1975)   | Position            |
| -------------- | ------------------- |
| Danmark        | 11 (DR "Top 20")    |
| Finland        | 17                  |
| Frankrike      | 8                   |
| Kanada         | 22 (RPM)            |
| Norge          | 5 (VG-lista)        |
| Nya Zeeland    | 18                  |
| Storbritannien | 8 (UK Albums Chart) |
| Sverige        | XX* (Kvällstoppen)  |
| USA            | 7 (Billboard 200)   |